# 原條あき子
原條 あき子（はらじょう あきこ、1923年3月9日 - 2003年）は、日本の詩人。マチネ・ポエティクに属し、押韻定型詩を試みた。芥川賞作家池澤夏樹の母。声優の池澤春菜は孫。

## 概要
本名は山下澄。兵庫県神戸市に生まれる。兵庫県立第一高等女学校（現在の兵庫県立神戸高等学校）を卒業後上京、日本女子大学に学ぶ。第2外国語として学んでいたフランス語の力をつけるためにアテネ・フランセに通い、福永武彦と知り合う。福永の誘いによって、マチネ・ポエティクの集まりに参加し、原條あき子の筆名を使用するようになる。1944年、女子大卒業直後に福永と結婚、1945年に長子夏樹をもうける。戦後まもなく、帯広に赴任した武彦とともに雑誌『北海文学』の同人となる。
だが、福永との結婚は間もなく破綻する。1950年、武彦と協議離婚。その後池澤喬と再婚した(自身の子供も喬の養子となったため、長子夏樹や夏樹の娘である春菜は池澤姓を名乗っている)。その後、1968年に思潮社から『原條あき子詩集』を刊行した。
2003年に没したあと、2004年に池澤夏樹によって『やがて麗しい五月が訪れ――原條あき子全詩集』が書肆山田から刊行された。